# Lobeza smithi
Lobeza smithi är en fjärilsart som beskrevs av Druce 1905. Lobeza smithi ingår i släktet Lobeza och familjen tandspinnare. Inga underarter finns listade i Catalogue of Life.